# Hatla
Hatla (en árabe: حطلة‎, Hatlah) es una aldea al este Siria, administrativamente parte de Gobernación de Deir ez-Zor, ubicada en la orilla oriental del río Éufrates, al sureste de Deir ez-Zor.

## Guerra Civil Siria
El 11 de junio de 2013, en la que se conoce como masacre de Hatla, los combatientes de la oposición sirios, miembros del Frente Al-Nusra, del Estado Islámico y del Ejército Libre Sirio, llevaron a cabo una masacre en la aldea. Fueron asesinadas 60 personas chiítas.
El 12 de abril de 2017, el ejército sirio afirmó que las armas químicas almacenadas por el EIIL en Hatla fueron bombardeadas por la coalición dirigida por Estados Unidos. El ejército estadounidense negó que se realizaran ataques aéreos en esa área en ese momento. El ejército sirio afirmó que se produjeron cientos de muertes por exposición al gas venenoso. No ha habido una confirmación independiente del ataque.
El poblado estuvo en manos del Ejército Islámico, hasta que el 27 de septiembre de 2017, el Ejército Árabe Sirio recuperó Hatla.